# パワー全開!GO!GO!KIDS!
『パワー全開!GO!GO!KIDS!』（パワーぜんかい ゴーゴーキッズ）は、2001年4月から2014年12月26日まで山形放送ラジオ (YBC) で放送されていたラジオ番組である。山形県内に住む元気な小学生たちを紹介していた。
同タイトルでの放送終了後も、2015年1月9日から2016年9月23日まで『GO!GO!KIDS! 〜子どもたちの未来へ〜』（ゴーゴーキッズ こどもたちのみらいへ）と題して放送されていた。

## 放送時間
いずれも日本標準時。

### 改題前
- 月曜 - 金曜 11:35 - 11:40 （2001年4月[1] - 2008年3月）
- 月曜 - 金曜 11:40 - 11:50 （2008年4月 - 2010年4月2日）
- 水曜 - 金曜 11:40 - 11:50 （2010年4月7日 - 2014年12月26日）

### 改題後
- 金曜 11:40 - 11:50 （2015年1月9日 - 2016年9月23日）

## パーソナリティ

### 改題前
- 大友まさみ - YBCテレビで放送されていた関連番組『みっちゃん・ジョリのGO!GO!KIDS!TV!』にも出演。
- JORI
- 堀米純
- 井上尚子
- 門田厚子
- 佐藤孝子

### 改題後
- 高橋寛（テノール歌手、羽陽学園短期大学教授）
- 2015年9月までは山形放送のラジオディレクターが務めていた。